# ISO 3166-2:MX
ISO 3166-2:MX è uno standard ISO che definisce i codici geografici delle suddivisioni del Messico; è un sottogruppo dello standard ISO 3166-2.
Sono stati assegnati codici ai 31 Stati federati e alla capitale Città del Messico; questi sono formati da MX- (sigla ISO 3166-1 alpha-2 dello Stato), seguito da tre lettere.

## Codici
| Codice | Stato                    |
| ------ | ------------------------ |
| MX-CMX | Città del Messico        |
| MX-AGU | Aguascalientes           |
| MX-BCN | Bassa California         |
| MX-BCS | Bassa California del Sud |
| MX-CAM | Campeche                 |
| MX-COA | Coahuila                 |
| MX-COL | Colima                   |
| MX-CHP | Chiapas                  |
| MX-CHH | Chihuahua                |
| MX-DUR | Durango                  |
| MX-GUA | Guanajuato               |
| MX-GRO | Guerrero                 |
| MX-HID | Hidalgo                  |
| MX-JAL | Jalisco                  |
| MX-MEX | Messico                  |
| MX-MIC | Michoacán                |
| MX-MOR | Morelos                  |
| MX-NAY | Nayarit                  |
| MX-NLE | Nuevo León               |
| MX-OAX | Oaxaca                   |
| MX-PUE | Puebla                   |
| MX-QUE | Querétaro                |
| MX-ROO | Quintana Roo             |
| MX-SLP | San Luis Potosí          |
| MX-SIN | Sinaloa                  |
| MX-SON | Sonora                   |
| MX-TAB | Tabasco                  |
| MX-TAM | Tamaulipas               |
| MX-TLA | Tlaxcala                 |
| MX-VER | Veracruz                 |
| MX-YUC | Yucatán                  |
| MX-ZAC | Zacatecas                |